# Mesochorus ruficornis
Mesochorus ruficornis är en stekelart som beskrevs av Carl Gustav Alexander Brischke 1880. Mesochorus ruficornis ingår i släktet Mesochorus och familjen brokparasitsteklar. Inga underarter finns listade i Catalogue of Life.